# Los Gemèis
Los Gemèis (en francès Jumeaux) és un municipi francès situat al departament del Puèi Domat i a la regió d'Alvèrnia-Roine-Alps. L'any 2007 tenia 674 habitants.

## Demografia

### Població
El 2007 la població de fet de Jumeaux era de 674 persones. Hi havia 324 famílies de les quals 128 eren unipersonals (52 homes vivint sols i 76 dones vivint soles), 84 parelles sense fills, 80 parelles amb fills i 32 famílies monoparentals amb fills.
La població ha evolucionat segons el següent gràfic:
Habitants censats

### Habitatges
El 2007 hi havia 475 habitatges, 333 eren l'habitatge principal de la família, 30 eren segones residències i 111 estaven desocupats. 428 eren cases i 46 eren apartaments. Dels 333 habitatges principals, 241 estaven ocupats pels seus propietaris, 83 estaven llogats i ocupats pels llogaters i 9 estaven cedits a títol gratuït; 7 tenien una cambra, 17 en tenien dues, 79 en tenien tres, 106 en tenien quatre i 123 en tenien cinc o més. 199 habitatges disposaven pel capbaix d'una plaça de pàrquing. A 151 habitatges hi havia un automòbil i a 110 n'hi havia dos o més.

### Piràmide de població
La piràmide de població per edats i sexe el 2009 era:
| Homes | Edats   | Dones |
| ----- | ------- | ----- |
| 0     | 95 o +  | 0     |
| 0     | 90 a 94 | 4     |
| 0     | 85 a 89 | 8     |
| 0     | 80 a 84 | 20    |
| 12    | 75 a 79 | 32    |
| 16    | 70 a 74 | 20    |
| 40    | 65 a 69 | 24    |
| 24    | 60 a 64 | 28    |
| 20    | 55 a 59 | 8     |
| 48    | 50 a 54 | 32    |
| 8     | 45 a 49 | 16    |
| 24    | 40 a 44 | 8     |
| 12    | 35 a 39 | 16    |
| 24    | 30 a 34 | 28    |
| 28    | 25 a 29 | 24    |
| 20    | 20 a 24 | 24    |
| 16    | 15 a 19 | 8     |
| 16    | 10 a 14 | 4     |
| 16    | 5 a 9   | 16    |
| 20    | 0 a 4   | 12    |

## Economia
El 2007 la població en edat de treballar era de 387 persones, 278 eren actives i 109 eren inactives. De les 278 persones actives 233 estaven ocupades (138 homes i 95 dones) i 45 estaven aturades (22 homes i 23 dones). De les 109 persones inactives 45 estaven jubilades, 24 estaven estudiant i 40 estaven classificades com a «altres inactius».

### Ingressos
El 2009 a Jumeaux hi havia 361 unitats fiscals que integraven 751 persones, la mediana anual d'ingressos fiscals per persona era de 14.944 €.

### Activitats econòmiques
Dels 24 establiments que hi havia el 2007, 1 era d'una empresa extractiva, 3 d'empreses alimentàries, 1 d'una empresa de fabricació d'altres productes industrials, 4 d'empreses de construcció, 6 d'empreses de comerç i reparació d'automòbils, 3 d'empreses de transport, 3 d'empreses d'hostatgeria i restauració, 1 d'una empresa immobiliària, 1 d'una entitat de l'administració pública i 1 d'una empresa classificada com a «altres activitats de serveis».
Dels 9 establiments de servei als particulars que hi havia el 2009, 1 era una oficina d'administració d'Hisenda pública, 1 oficina de correu, 1 autoescola, 1 guixaire pintor, 1 fusteria, 2 electricistes, 1 perruqueria i 1 restaurant.
Dels 6 establiments comercials que hi havia el 2009, 2 eren botiges de menys de 120 m², 2 fleques, 1 una carnisseria i 1 una llibreria.

## Equipaments sanitaris i escolars
L'únic equipament sanitari que hi havia el 2009 era una farmàcia.
El 2009 hi havia 1 escola maternal i 1 escola elemental.

## Poblacions més properes
El següent diagrama mostra les poblacions més properes.